# Dicyemennea abbreviata
Dicyemennea abbreviata är en djurart som tillhör fylumet rhombozoer, och som beskrevs av Bayard Harlow McConnaughey 1949. Dicyemennea abbreviata ingår i släktet Dicyemennea och familjen Dicyemidae. Inga underarter finns listade i Catalogue of Life.